# Режиналь Горо
Режина́ль Горо́ (фр. Réginal Goreux, нар. 31 грудня 1987, Сен-Мішель-де-л'Атталай) — бельгійський і гаїтянський футболіст, півзахисник клубу «Стандард» (Льєж).
Виступав, зокрема, за клуб «Стандард» (Льєж), а також національну збірну Гаїті.
Дворазовий чемпіон Бельгії. 

## Клубна кар'єра
Народився 31 грудня 1987 року в місті Сен-Мішель-де-л'Атталає. Вихованець юнацьких команд футбольних клубів ФК «Берлоз» та «Стандард» (Льєж).
У професійному футболі дебютував 2008 року виступами за команду клубу «Стандард» (Льєж), в якій провів п'ять сезонів, взявши участь у 113 матчах чемпіонату. Більшість часу, проведеного у складі «Стандарда», був основним гравцем команди. За цей час виборов титул чемпіона Бельгії.
Згодом з 2013 по 2015 рік грав у складі російських клубів «Крила Рад» (Самара) та «Ростов».
До складу клубу «Стандард» (Льєж) повернувся 2015 року. Відтоді встиг відіграти за команду з Льєжа 17 матчів в національному чемпіонаті.

## Виступи за збірні
Залучався до складу молодіжної збірної Бельгії. На молодіжному рівні зіграв у 5 офіційних матчах.
2011 року дебютував в офіційних матчах у складі національної збірної Гаїті. Наразі провів у формі головної команди країни 19 матчів, забивши 2 голи.
У складі збірної був учасником Золотого кубка КОНКАКАФ 2015 року у США і Канаді, Кубка Америки 2016 у США.

## Титули і досягнення
- Чемпіон Бельгії (2):

«Стандард» (Льєж):  2007–08, 2008–09
- Володар Суперкубка Бельгії (2):

«Стандард» (Льєж):  2008, 2009
- Володар Кубка Бельгії (3):

«Стандард» (Льєж):  2010–11, 2015–16, 2017–18